# Sebastian Weber (Handballspieler)
Sebastian Weber (* 2. September 1986 in Gießen) ist ein ehemaliger deutscher Handballspieler.
Weber durchlief sämtliche Jugendmannschaften bei der HSG Dutenhofen/Münchholzhausen, dem Stammverein der HSG Wetzlar. Hierbei wurde er u. a. mit der B-Jugend Deutscher Meister 2002. Nachdem er 2004/05 ein Jahr Spielpraxis bei der ersten Mannschaft des TV Petterweil sammelte, schaffte er in der Saison 2005/06 den Sprung in die Handball-Bundesliga-Mannschaft der HSG Wetzlar. Der Kreisspieler spielte in der deutschen Junioren-Nationalmannschaft und hatte eine Förderlizenz beim TV Gelnhausen. Weber wechselte im Sommer 2010 zum Zweitligisten TV Hüttenberg. Mit Hüttenberg stieg er 2011 in die Bundesliga auf. Zur Saison 2013/14 wechselte Weber zurück zur HSG Wetzlar. 2016 schloss er sich dem Bundesligaaufsteiger HSC 2000 Coburg an. Nach der Saison 2019/20 beendete er seine Karriere.
Im August 2021 schloss er in der Sportschule Hennef die B-/C-Trainer-Kurzausbildung des Deutschen Handballbundes für ehemalige und aktuelle Profis ab.
Weber war in der Saison 2020/21 ein halbes Jahr als Co-Trainer beim TV Hüttenberg tätig. Seit der Saison 2023/24 fungiert er erneut in dieser Tätigkeit beim TV Hüttenberg.

## Erfolge
- Deutsche Jugendmeisterschaft 2002 mit der HSG D/M Wetzlar
- Junioren-Europameister 2006[8]
- Junioren Vize-Weltmeister 2007